# Минчо
Ми́нчо (итал. Mincio) — река на севере Италии, левый приток реки По. Длина реки 75 км (с рекой Сарка — 203 км). Площадь общего бассейна рек Минчо и Сарка — около 3000 км². Средний расход воды — 60 м³/с.
Вытекает из озера Гарда на высоте 65 м, протекает по Паданской равнине в областях Венеция и Ломбардия. На реке расположены города Пескьера-дель-Гарда (у истока), Богетто и Мантуя.
До 589 года Минчо впадала в Адриатическое море близ города Адрия. В результате разлива реки Адидже в 589 году произошло крупное наводнение, изменившее ландшафт, русло реки Минчо отклонилось к югу, и она стала притоком реки По.

## Галерея

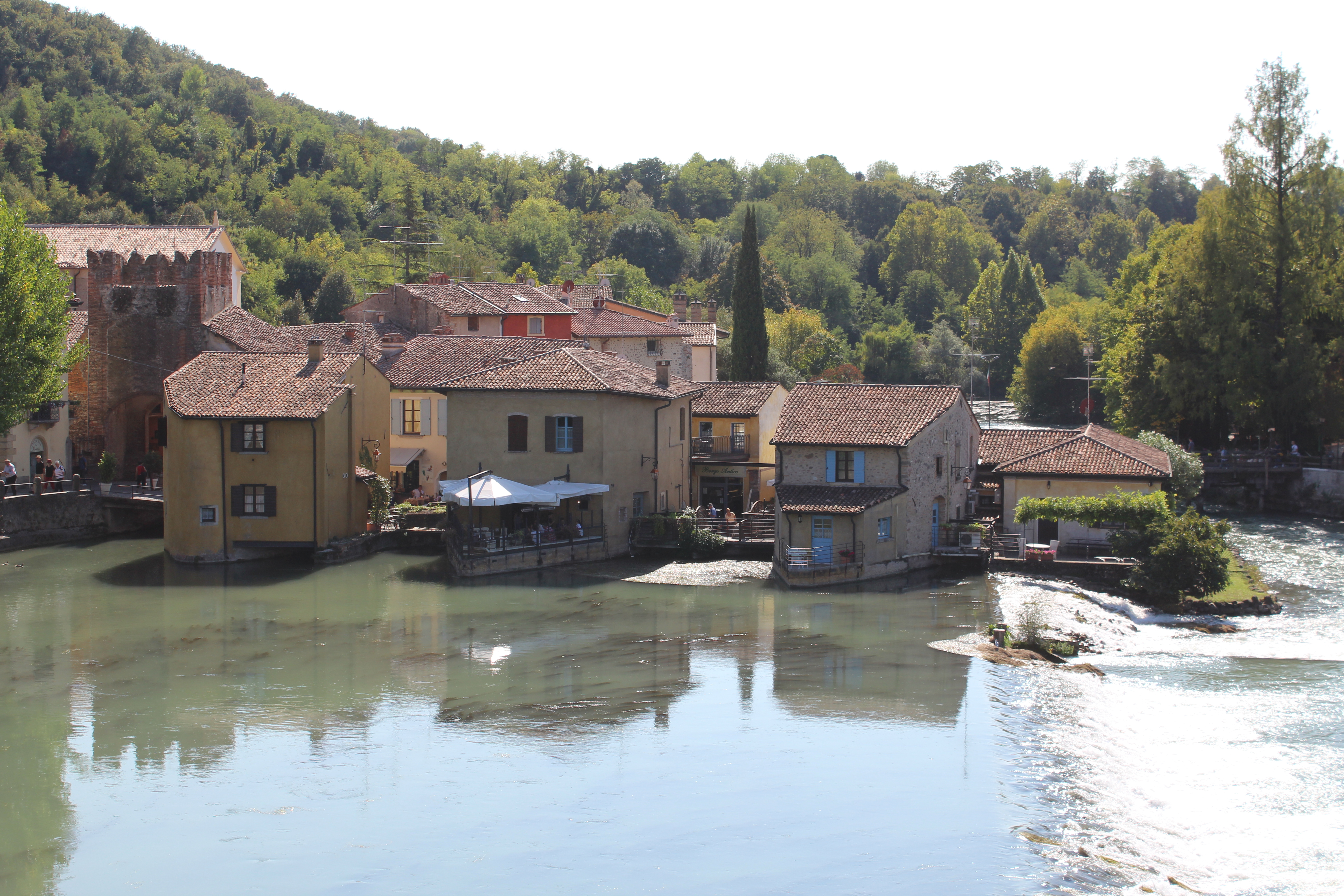
Река Минчо в Богетто.
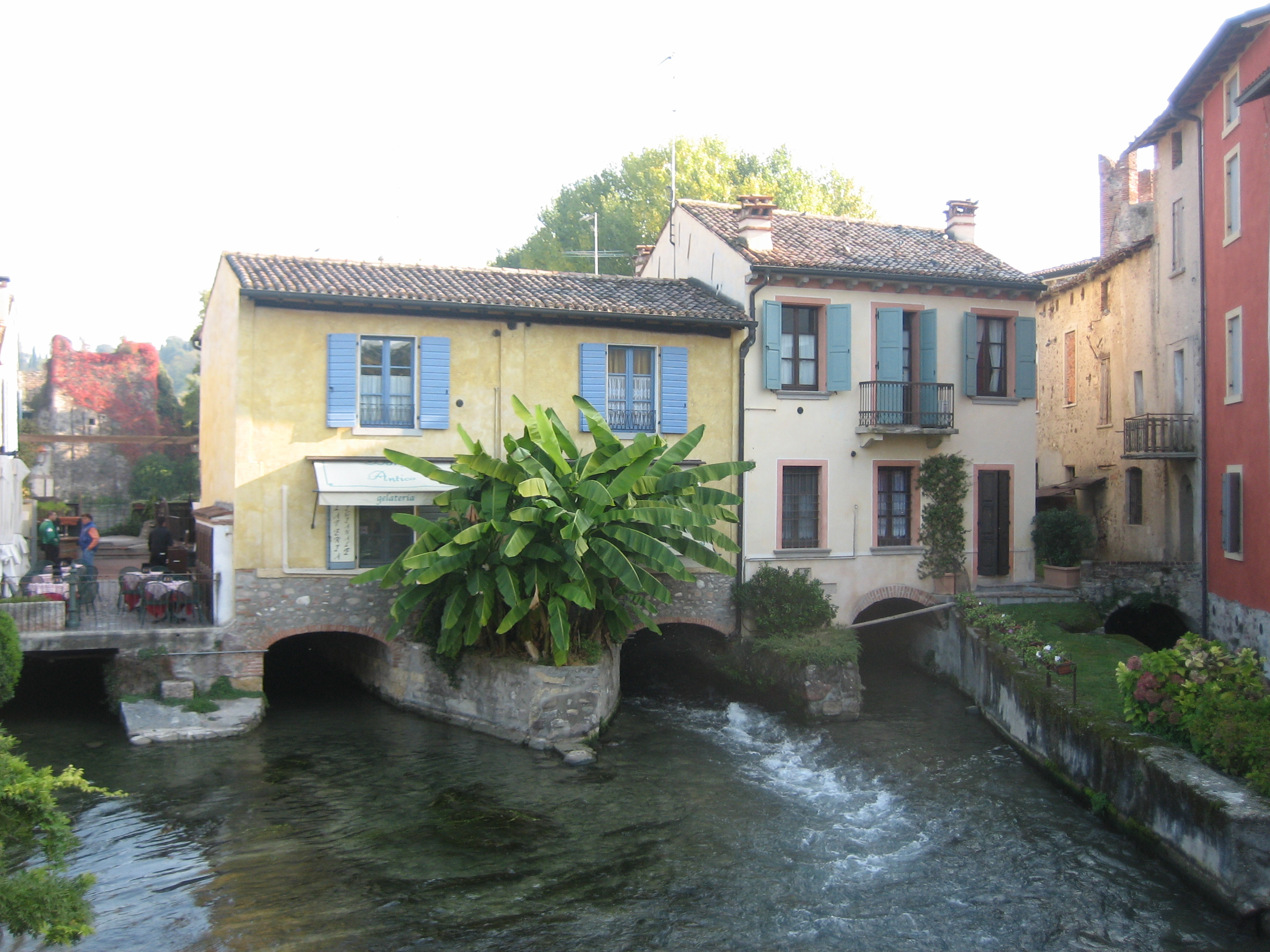
Река Минчо в Богетто.
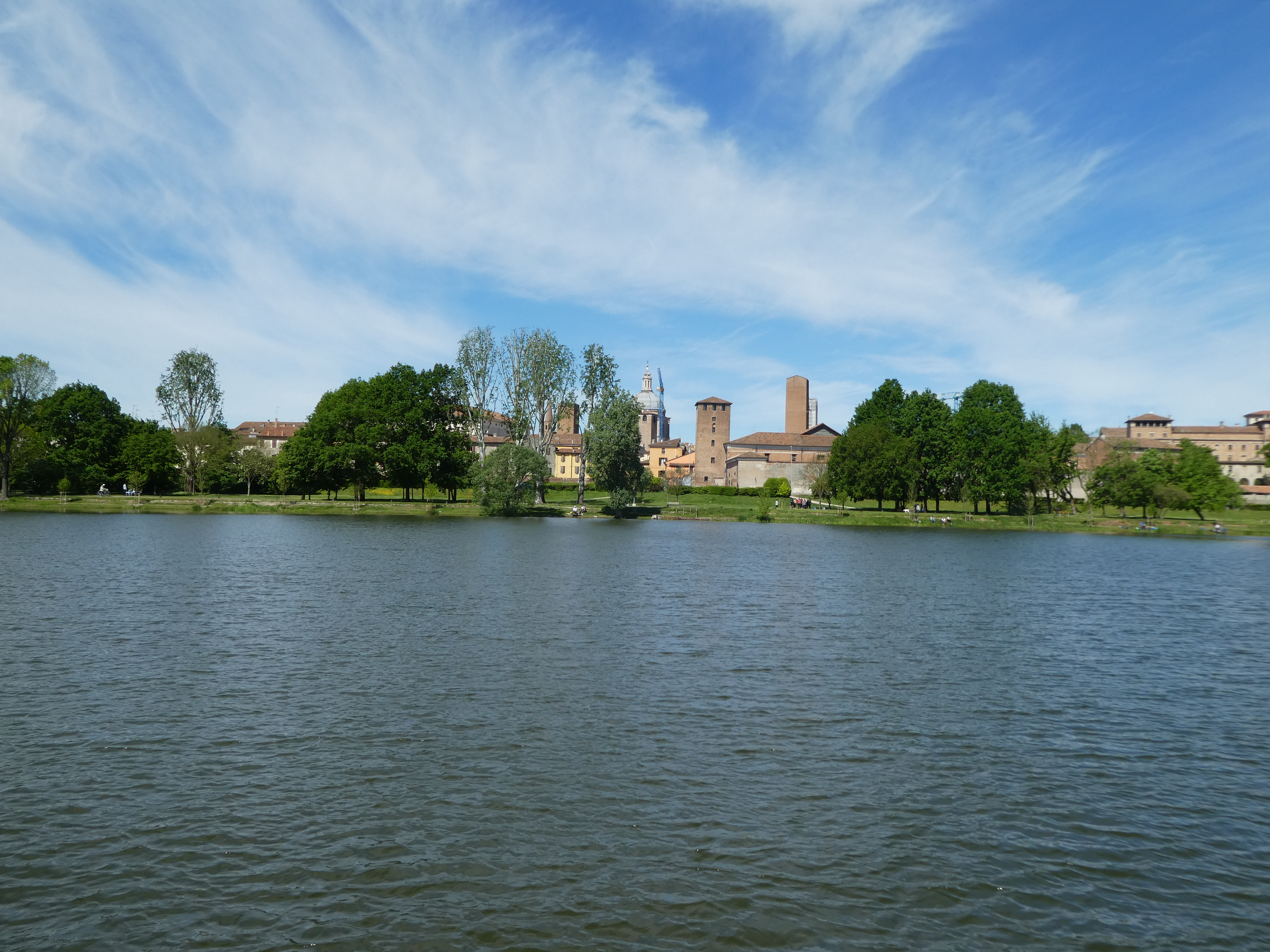
Мантуя. Вид с реки Минчо.
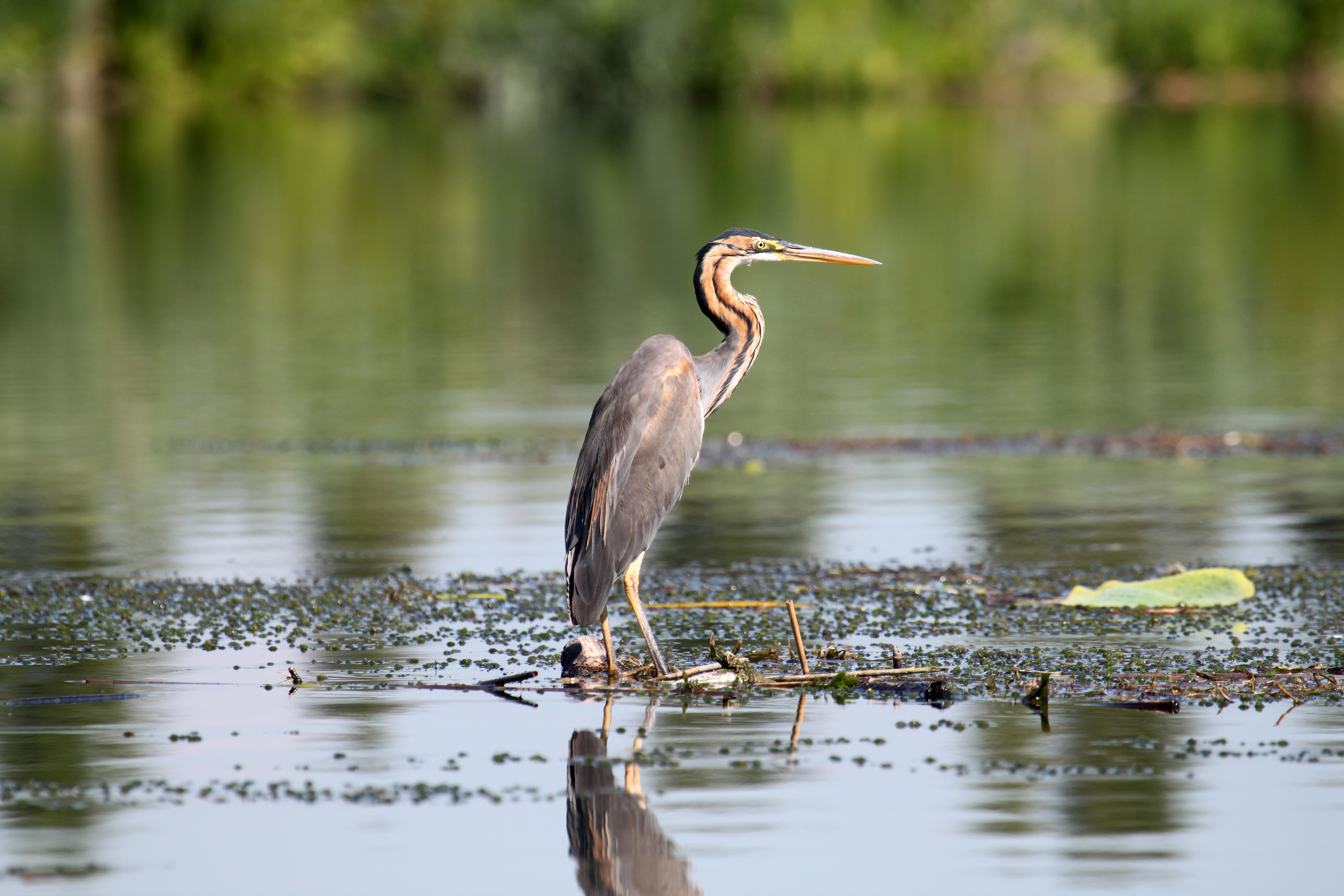
Рыжая цапля на реке Минчо около Мантуи.